# 安东·多博什
安东·多博什（羅馬尼亞語：Anton Doboș，1965年10月13日—），罗马尼亚男子足球运动员，司职后卫。他曾代表罗马尼亚国家队参加1998年国际足联世界杯，结果队伍止步十六强。